# Wiener Neudorf
Wiener Neudorf ist eine Marktgemeinde mit 9647 Einwohnern (Stand 1. Jänner 2025) östlich der Bezirkshauptstadt Mödling im Industrieviertel in Niederösterreich in der Nähe von Wien.

## Geografie
Wiener Neudorf liegt im flachen Teil des Bezirkes Mödling, im Wiener Becken.

### Gemeindegliederung
Die Gemeinde umfasst nur einen Ort, und eine Katastralgemeinde und Ortschaft. Ortsteile sind das Industriezentrum NÖ-Süd und die Mitterfeld-Siedlung.

### Nachbargemeinden
| Brunn am Gebirge Maria Enzersdorf | Vösendorf                                   |                 |
| Mödling                           | Kompassrose, die auf Nachbargemeinden zeigt | Biedermannsdorf |
|                                   | Guntramsdorf                                |                 |

Wiener Neudorf grenzt nicht an Laxenburg: Im Industriezentrum Niederösterreich Süd liegt ein ca. 150 m langes Grenzstück, an dem Biedermannsdorf an Guntramsdorf grenzt und damit Wiener Neudorf von Laxenburg trennt.

## Geschichte

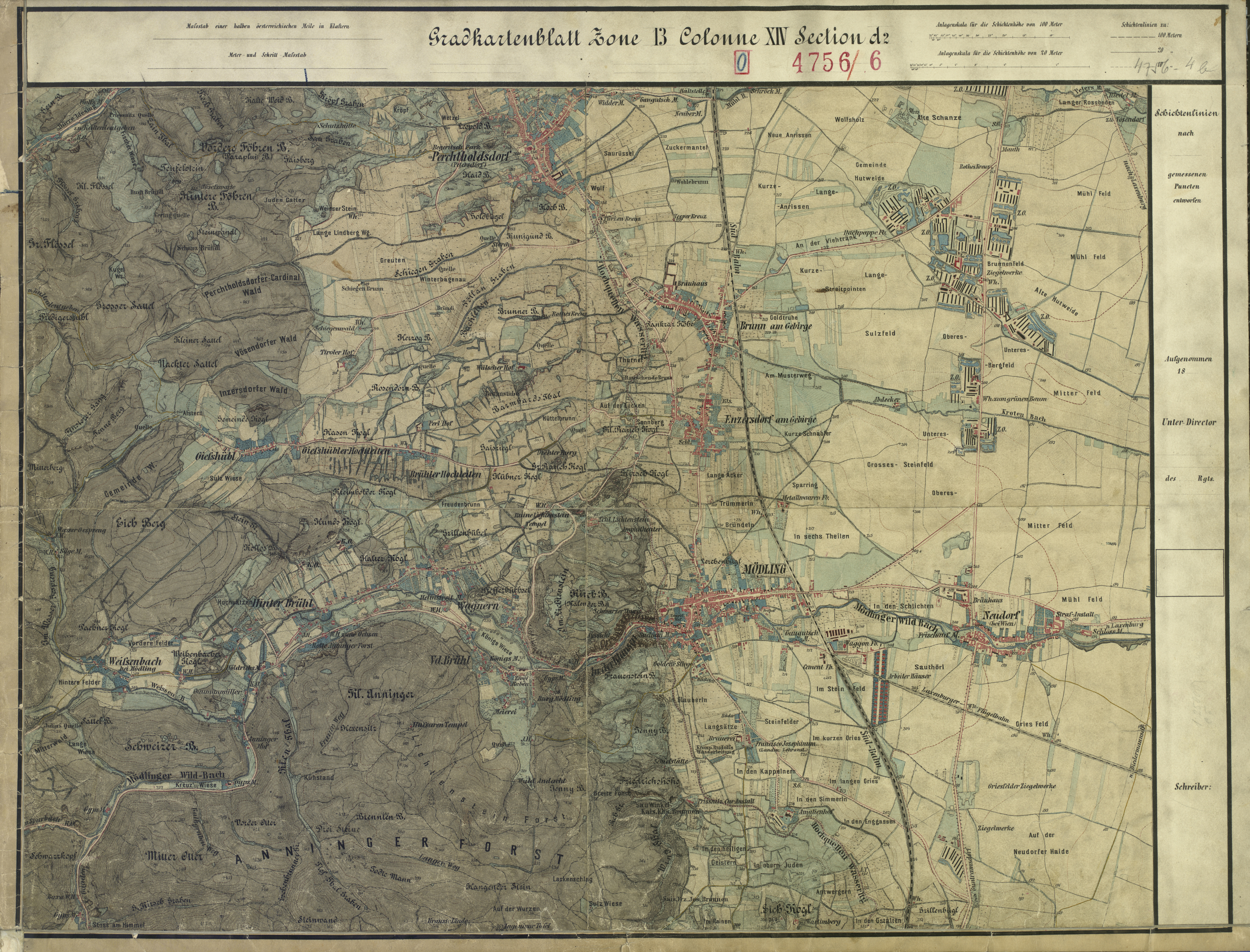
Das damalige „Neudorf“ und seine Umgebung um 1872 (Aufnahmeblatt der Landesaufnahme)

Eine erste Besiedelung des Raumes Mödling (und damit Wiener Neudorf eingeschlossen) lässt sich auf etwa 4000 v Chr. datieren, was vor allem aus Funden von Gefäßen geschlossen wird.
Die erste Erwähnung Wiener Neudorfs war etwa Mitte des 12. Jahrhunderts (Nowendorf). Im Austausch für das Dorf Siegenfeld (es wurde dem Kloster Heiligenkreuz geschenkt) bekam Herzog Heinrich II. Jasomirgott um 1176 unter anderem eine Hube (einen Hof mit 10–15 ha Land) zu Nuwendorf.
In einer Urkunde des Stiftes Klosterneuburg von 1231 wird ein Richter (= Ortsvorsteher) Meinhard von Neudorf (Meinhardo iudice de Niwedorf) als Zeuge genannt. Als gesichert kann Wiener Neudorfs Existenz spätestens ab 1270 gelten: Ein Dokument aus diesem Jahr bietet eine Auflistung der Mauten von Sollenau und Wiener Neudorf – jene Mautstelle an der Mödlingbachbrücke würde bis ins 19. Jahrhundert hinein eng mit der Ortsentwicklung verbunden sein.
Mitte des 14. Jahrhunderts kam es aufgrund von Missernten (1330er und 1340er) sowie des Ausbruchs der Pest zu einem Rückgang der Bevölkerung in der Gegend. Um das Jahr 1500 herum gab es eine befestigte Anlage im Ort, die Feste Neudorf (Diese wurde von einfallenden Türken mindestens einmal zerstört).
Vor allem das Postwesen des frühen 19. Jahrhunderts verhalf Wiener Neudorf zu seinem heutigen Namen. Um die vielen Orte gleicher Namen besser unterscheiden zu können, bekamen diese Zusätze zu Namen – wie 'Neudorf bei Staatz' oder 'Neudorf bei Pöggstall'. Wiener Neudorf wurde schlicht ein 'W.' vor den Namen gesetzt. Diese Schreibweise kam immer mehr in Mode, bis diese 1854 schließlich offiziell anerkannt wurde. In der amtlichen Karte wurde der Ort aber noch in den 1870ern als Neudorf (bei Wien) geführt.
Ebenfalls Mitte des 19. Jahrhunderts setzte in der Gegend von Wiener Neudorf die Industrialisierung ein. Vor allem das reichlich vorhandene Rohmaterial für Ziegel bot eine günstige Lage für die Neudorfer Ziegelwerke der Firma Wienerberger, und nicht nur in Wiener Neudorf entstanden viele Lehmgruben. Vier der damals auf Wiener Neudorfer Boden entstandenen Ziegelteiche, wie die vom Grundwasser aufgefüllten Abbaugruben des Tonmergels genannt werden, sind heute noch erhalten: Der Gemeindeteich, vormals Kahrteich, benannt nach der benachbarten Gemischtwarenhandlung Kahr, der Erikateich auf dem Isovolta-Firmengelände und die Blaue Lagune, ursprünglich Blauer Teich und der damals zum Baden beliebteste Teich, der heute auf dem Ortsgebiet von Maria Enzersdorf gelegene Schinterteich (auch Schinderteich). Ebenfalls erwähnenswert in dieser Zeit ist die Austria-Brauerei, welche zu dieser Zeit zu den größten Brauereien des Landes gehörte.
Um 1900 herum geschah vieles im Ort: Das Telefonnetz des Ortes wurde mit dem der Nachbargemeinden vereinheitlicht. Der Ort bekam einen eigenen Gendarmerieposten, und die Kanalisation wurde ausgebaut.
Nach dem Anschluss wurde Wiener Neudorf 1938 als Teil des 24. Bezirks nach Groß-Wien eingemeindet – ein Zustand, der über das Ende Großdeutschlands hinaus andauerte. Erst 1954 wurde Wiener Neudorf wieder eine eigenständige Gemeinde.
Während des Zweiten Weltkriegs bestand das KZ-Außenlager Wiener Neudorf, ein Nebenlager des Konzentrationslagers Mauthausen. Circa 1940 begannen die Vorbereitungsarbeiten für die Flugmotorenwerke Ostmark. Noch bevor diese komplett ausgebaut waren, begannen 1943 die ersten Bombenangriffe der Alliierten in der Gegend. Trotz der ansässigen Flugmotorenwerke gab es relativ wenige Tote durch Bombenangriffe zu beklagen. Ein schwerer Angriff auf die Ostmarkwerke erfolgte am 26. Juli 1944, der neben den Schäden im Betriebsgelände auch das Lager der dort eingesetzten KZ-Häftlinge traf. 31 von ihnen fanden dabei den Tod. Da auch ihre Unterkünfte zerstört wurden, mussten die überlebenden Häftlinge tags darauf in ein neues Lager im Gemeindegebiet von Wiener Neudorf (Mitterfeld) verlegt werden. Aber auch die angreifenden amerikanischen Bomber erlitten schwere Verluste. So wurden von einer 26 Flugzeuge zählenden Bomber-Einheit acht Maschinen in der Steiermark und drei in Niederösterreich binnen weniger Minuten abgeschossen, wobei 66 Besatzungsmitglieder starben und 43 weitere in Kriegsgefangenschaft gerieten.
Mit Kriegsende 1945 waren etwa 80 % der Häuser beschädigt; etwa 30 waren komplett zerstört oder unbewohnbar geworden. Der Ort geriet am 6. April unter russische Kontrolle.
Theo Rossiwall schreibt in seinem Buch Die letzten Tage über die Kämpfe in Wr. Neudorf (8. April 1945): „Wiener Neudorf hatte dreitägige Kämpfe mit Brandbombenwürfen hinter sich, eine Brücke der Badnerbahn war zerstört.“

## Bevölkerungsentwicklung
| Wiener Neudorf: Einwohnerzahlen von 1869 bis 2025   | Wiener Neudorf: Einwohnerzahlen von 1869 bis 2025 | Wiener Neudorf: Einwohnerzahlen von 1869 bis 2025 | Wiener Neudorf: Einwohnerzahlen von 1869 bis 2025 | Wiener Neudorf: Einwohnerzahlen von 1869 bis 2025 |
| --------------------------------------------------- | ------------------------------------------------- | ------------------------------------------------- | ------------------------------------------------- | ------------------------------------------------- |
| Jahr                                                |                                                   |                                                   |                                                   | Einwohner                                         |
| 1869                                                | 1869                                              |                                                   | 1.658                                             | 1.658                                             |
| 1880                                                | 1880                                              |                                                   | 1.860                                             | 1.860                                             |
| 1890                                                | 1890                                              |                                                   | 2.998                                             | 2.998                                             |
| 1900                                                | 1900                                              |                                                   | 3.461                                             | 3.461                                             |
| 1910                                                | 1910                                              |                                                   | 3.864                                             | 3.864                                             |
| 1923                                                | 1923                                              |                                                   | 2.819                                             | 2.819                                             |
| 1934                                                | 1934                                              |                                                   | 3.173                                             | 3.173                                             |
| 1939                                                | 1939                                              |                                                   | 3.297                                             | 3.297                                             |
| 1951                                                | 1951                                              |                                                   | 2.661                                             | 2.661                                             |
| 1961                                                | 1961                                              |                                                   | 3.091                                             | 3.091                                             |
| 1971                                                | 1971                                              |                                                   | 4.072                                             | 4.072                                             |
| 1981                                                | 1981                                              |                                                   | 7.933                                             | 7.933                                             |
| 1991                                                | 1991                                              |                                                   | 8.385                                             | 8.385                                             |
| 2001                                                | 2001                                              |                                                   | 8.428                                             | 8.428                                             |
| 2011                                                | 2011                                              |                                                   | 8.826                                             | 8.826                                             |
| 2021                                                | 2021                                              |                                                   | 9.273                                             | 9.273                                             |
| 2025                                                | 2025                                              |                                                   | 9.647                                             | 9.647                                             |
| Quelle(n): Statistik Austria, Gebietsstand 1.1.2021 |                                                   |                                                   |                                                   |                                                   |

## Politik

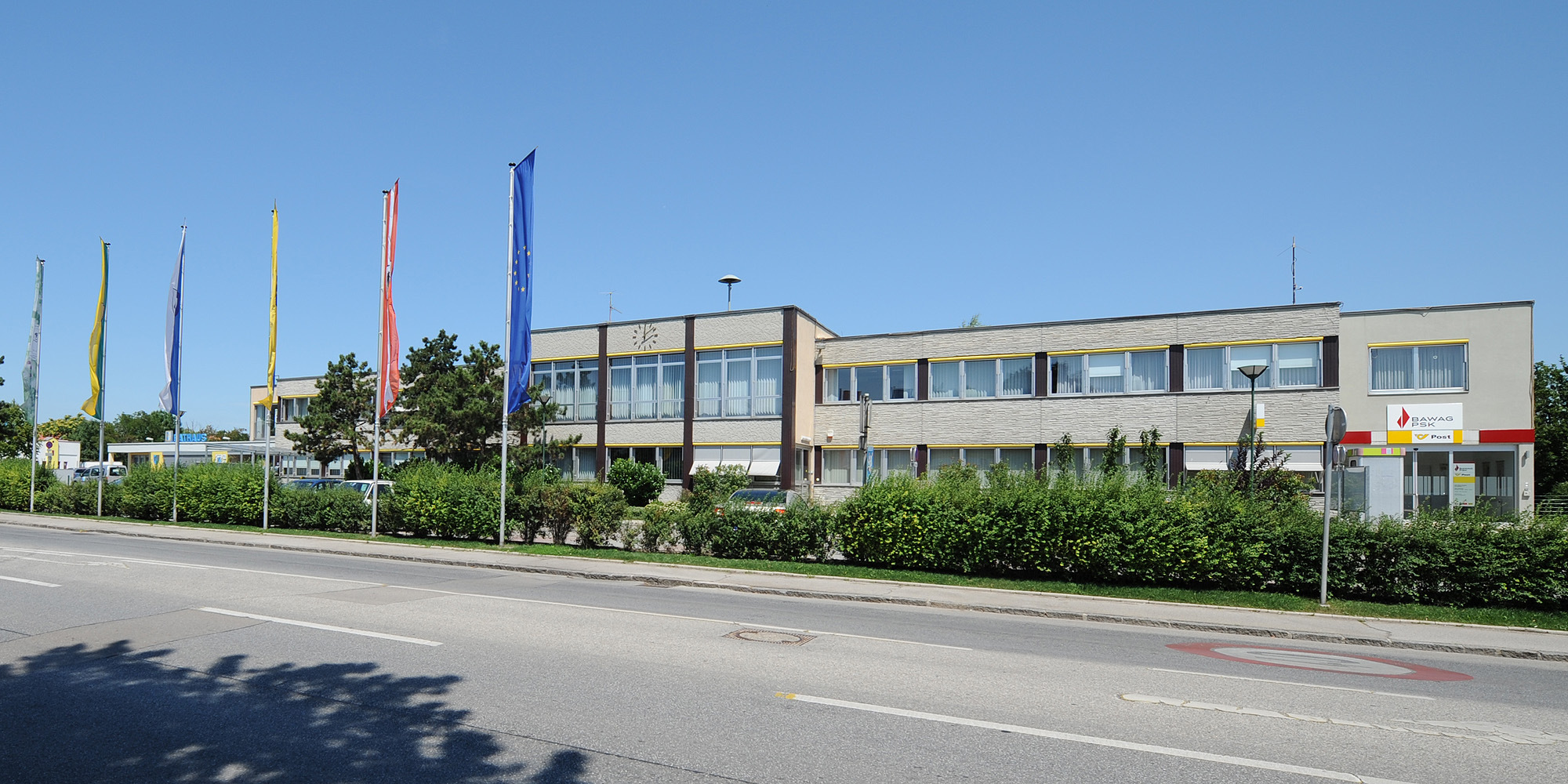
Rathaus

### Gemeindevertretung
- Bürgermeister: Herbert Janschka, ÖVP
- Gemeinderat (33 Sitze)[7]: 17 ÖVP, 10 SPÖ, 5 FPÖ, 1 NEOS

### Partnerschaften
Wiener Neudorfs Partnergemeinde ist seit 1973 Bärnkopf im Waldviertel.

## Wirtschaft und Infrastruktur
Auf dem Gelände der ehemaligen Flugmotorenwerke Ostmark, den späteren USIA-Betrieben hat die Eco Plus ein großes Industriegelände errichtet, von dem der größte Teil zum Gemeindegebiet von Wiener Neudorf gehört. Durch die gute Verkehrsanbindung siedelten sich hier sehr viele Betriebe, die aus dem Großstadtbereich von Wien herauszogen, an (Industriezentrum Süd). Dadurch ist Wiener Neudorf heute eine der wirtschaftlich stärksten Gemeinden in Österreich. Ein Teil der Shopping City Süd liegt in Wiener Neudorf und auch das Industriezentrum Niederösterreich Süd (IZ NÖ Süd) mit Unternehmen wie LKW Walter, BILLA, Isovolta, Eternit-Werke, Hitachi und Konica Minolta liegt großteils auf Wiener Neudorfer Boden.
Das Industriegelände der Eco Plus und auch der Ortskern von Wiener Neudorf werden mit Biomassefernwärme aus dem Fernwärmenetz Mödling versorgt.
1982 bis Mitte 2014 befand sich der Firmensitz von Palmers in Wiener Neudorf, Palmersstraße 6–8. Der dort errichtete verglaste Gebäudequader (Büroturm, Eigentümer seit 2007: Immobiliengruppe Tecto, Wien) ist eine markante, 450 m weit rechtsliegender Landmarke bei der Fahrt auf der A2 bei km 7 Richtung Südost. Die Kontur seiner nach N–NNO orientierten Fassade leuchtete zuletzt jahrelang in Palmers-Grün. Danach noch als Outlet von Palmers genutzt.

### Bildung
In Wiener Neudorf befindet sich eine Volksschule.

### Verkehr

#### Lokalbahn
Die Lokalbahn Wien-Baden hat einen Bahnhof in Wiener Neudorf.
Dieser wird durch die Bahnen der Wiener Lokalbahnen, einem Unternehmen der Wiener Stadtwerke, auf der Route Wien Oper – Karlsplatz – Matzleinsdorfer Platz – Bahnhof Wien Meidling – SCS – Wiener Neudorf – Baden Josefsplatz bedient.

#### Nightline
Wiener Neudorf ist eine von wenigen Gemeinden am Land außerhalb Wiens die an die Nightline Wien angeschlossen ist.
Die Linie 303, die einige regionale Linie der Nightline Wien verkehrt komplett parallel zur Lokalbahn.
| Linie | Verlauf | Intervall | Betreiber        |
| ----- | --- | --------- | ---------------- |
| 303   | Oper – Karlsplatz – Matzleinsdorfer Platz – Bahnhof Wien-Meidling – Neu Erlaa – Vösendorf Siebenhirten – Shopping City Sued – Maria Enzersdorf – Baden Landesspital – Bahnhof Baden – Baden Josefsplatz | 60 Min    | Dr. Richard, WLB |

#### Verkehrsverbund
Wiener Neudorf liegt im Gebiet des Verkehrsverbund Ost-Region VOR.

#### Aspangbahn
Zudem liegt Wiener Neudorf an der Eisenbahnstrecke Aspangbahn (Wien - Schwechat - Traiskirchen Aspangbahn - Wiener Neudorf - Wiener Neustadt - Aspang).

#### Motorisierter Individualverkehr
Durch die Südautobahn A2 und die Badner Bahn ist es in kurzer Zeit von der Bundeshauptstadt Wien zu erreichen. In den Raum Schwechat führen die im Jahre 2006 fertiggestellte Schnellstraße S1 sowie die Mödlinger Straße B 11.
Aber auch der Westen ist leicht über die Wiener Außenringautobahn erreichbar.

## Kultur und Sehenswürdigkeiten

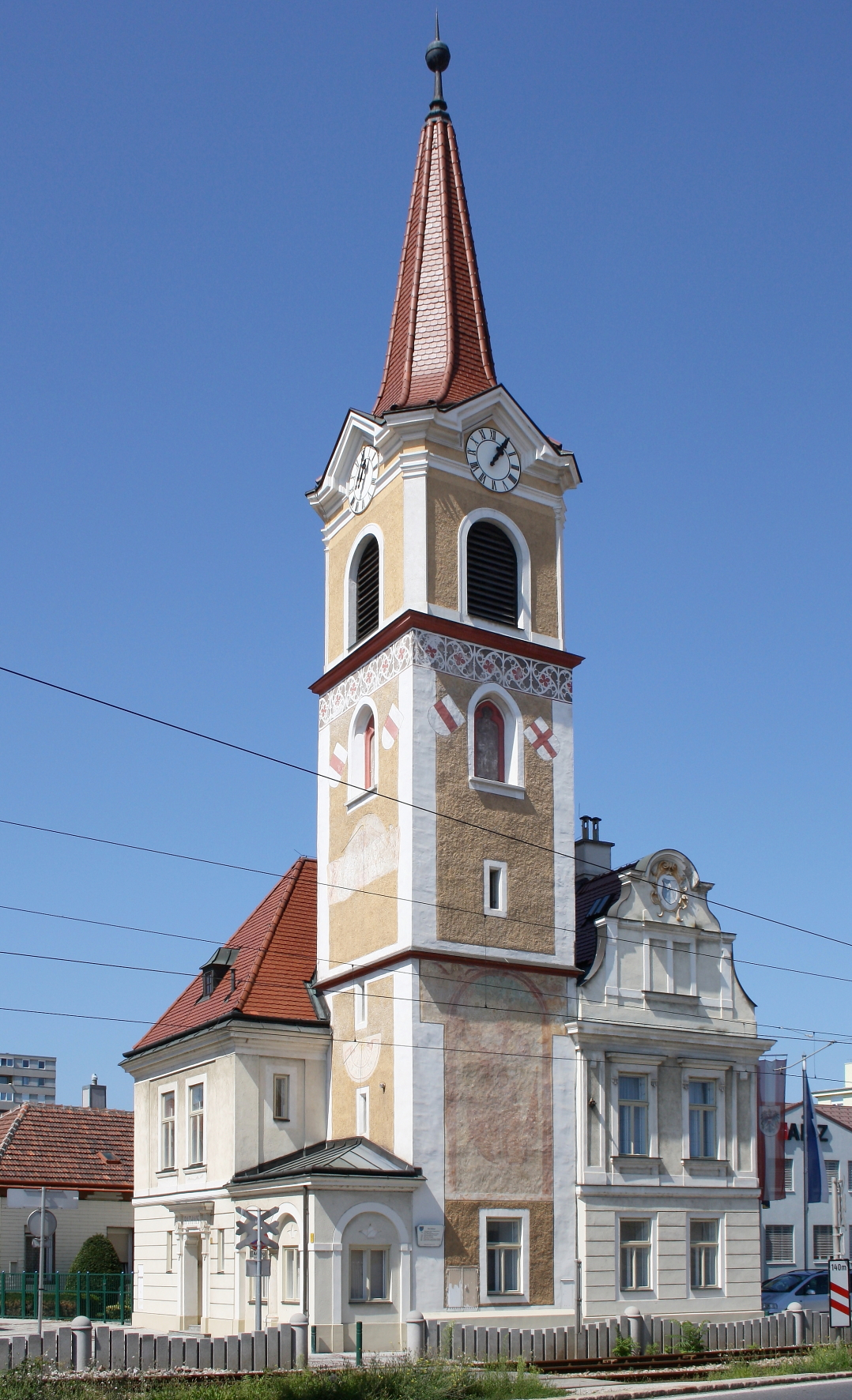
Das alte Rathaus

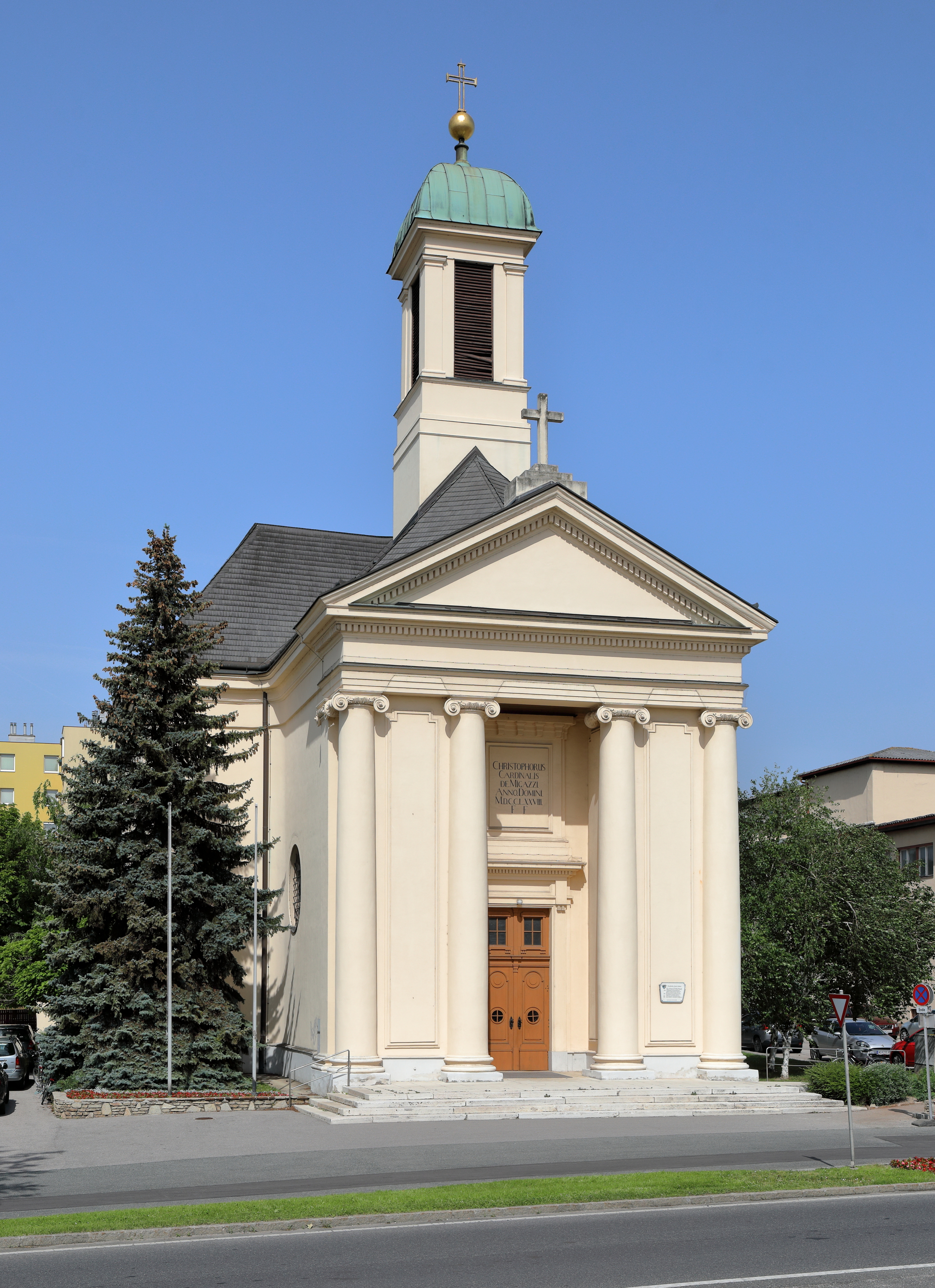
Die Pfarrkirche Maria Schnee

2018 zeichnete das Land Niederösterreich die Gemeinde Wiener Neudorf als kulturfreundlichste Gemeinde aus.

### Bauten
- Altes Rathaus
- Pfarrkirche Maria Schnee mit Pfarrhof und Kriegerdenkmal
- Klosterkirche mit Fresken von Maria Loretto Kastner
- Mariensäule
- Türkenkreuz
- Prenninger Kapelle
- Hackl-Kreuz
- Christoph-Migazzi-Haus

## Persönlichkeiten
Bedeutende hier geborene oder hier wirkende Menschen:
- Carl Prenninger (1829–1902), Bauingenieur, Eisenbahnfachmann, Ehrenbürger von Wiener Neudorf
- Robert Herzfelder (1841–1907), Industrieller, führte die Austria-Brauerei[11] und von 1881 bis 1900 auch die Ziegelwerke am Griesfeld in Wiener Neudorf. Er gehörte dem Gemeinderat an und wurde 1897 zum Ehrenbürger von Wiener Neudorf ernannt
- Alois Pennarini (1870–1927), Opernsänger (Tenor), Theaterintendant und Stummfilmschauspieler
- Othmar Skala (1895–1958), niederösterreichischer Heimatforscher
- Anton Pürkner (1909–1991), Musiker, Komponist[12]
- Franz Fürst (1920–2005), Landtagsabgeordneter, Bürgermeister von Wiener Neudorf 1955–1990